# Blackie Ko
Blackie Ko, de son vrai nom Ko Shou-liang (柯受良, 22 février 1953 - 9 décembre 2003), est un cascadeur, acteur, réalisateur, producteur et chanteur taïwanais, considéré de son vivant comme l'un des plus grands chorégraphe de cascades automobiles d'Asie.

## Biographie
Né sur l'île de Yushan (en), sa famille se réfugie à Taïwan en 1956 après sa prise de possession par la république populaire de Chine lors de la bataille de l'archipel des Tachen. Il quitte l'école à l'âge de 14 ans à cause de la pauvreté de sa famille pour travailler et fait de la moto pendant son temps libre. Il se lance dans le sport automobile à l'âge de 16 ans et se rend à Taipei pour devenir professionnel. Il commence à jouer dans des films peu de temps après. Ayant repéré que la plupart des cascadeurs taïwanais se spécialisent dans les arts martiaux, Ko décide de devenir l'un des premiers cascadeurs à s'intéresser aux cascades impliquant motos et voitures. Son courage dans la réalisation de cascades dangereuses fait rapidement de lui le cascadeur le plus recherché de Taiwan. Ce travail lui permet rapidement de travailler derrière la caméra en tant qu'arrangeur pour cascadeurs et il signe un contrat de trois ans avec First Distributors.
En 1981, quand Eric Tsang se rend à Taïwan pour le tournage de Can't Stop the War (1982), il fait la connaissance de Ko qui est chorégraphe des scènes d'action du film et l'invite à Hong Kong pour effectuer des cascades à moto pour Mad Mission (1982). Ko devient une sensation du jour au lendemain en réalisant des exploits apparemment impossibles pour le film. Par la suite, il devient l'un des chorégraphes d'action et cascadeurs les plus populaires de Taiwan et Hong Kong, travaillant sur de nombreux succès du box-office, notamment Mad Mission 2 (1983), Mad Mission 3 (1984), Le Sens du devoir 2 (1985), Le Syndicat du crime (1986), Mister Dynamite (1987), La Légende de la perle d'or (1987) et The Dragon from Russia (en) (1990).
Il passe ensuite derrière la caméra pour réaliser Whampoa Blues (1990), Curry and Pepper (1990), The Days of Being Dumb (1992), Invincible (1992) et Hero – Beyond the Boundary of Time (1993). Il fonde la société de production Ko Shou Liang Films Production en 1993 et produit Chez N' Ham Story (1993), qu'il réalise, et Girls in the Hood (1995).
En dehors du cinéma, il effectue des prestations spectaculaires, notamment en passant au-dessus d'un tronçon de 38 mètres de la Grande Muraille de Chine à Jinshanling à moto en 1992, ce qui le fait entrer dans le Livre Guinness des records. Mais sa réalisation la plus marquante a lieu en 1997, à l’occasion de la rétrocession de Hong Kong à la Chine, lorsqu'il utilise une voiture Mitsubishi modifiée pour franchir la cascade de Hukou du fleuve Jaune sur une distance de 55 mètres lors d'un saut retransmis en direct à la télévision, ce qui lui vaut le titre de « cascadeur n°1 de Chine ».
Après avoir réalisé son dernier film, Life Express (en) (2004), il meurt le 9 décembre 2003 d'une crise d'asthme à Shanghai à l'âge de 50 ans. Son fils, Alan Ko (en), est également acteur et chanteur.

## Comme acteur
- Brothers (2004)
- PaPa Loves You (2004)
- Life Express (en) (2004)
- Black Mask 2: City of Masks (2002)
- Hero of City (2001)
- City of Desire (2001)
- For Bad Boys Only (2000)
- Born to Be King (2000)
- Her Name Is Cat 2: Journey to Death (2000)
- The Legend of Speed (1999)
- The Masked Prosecutor (1999)
- Crying Heart (1999)
- Cop Abula (1999)
- Full Alert (1997)
- Rainy Dog (1997)
- Black Rose 2 (1997)
- Best of the Best (1996)
- Young and Dangerous 2 (1996)
- Young and Dangerous 3 (1996)
- Mahjong Dragon (1996)
- Don't Give a Damn (1995)
- Agent spécial (1995)
- Jackie Chan sous pression (1995)
- Asian Connection (1995)
- Gao nu yi zu (1995)
- Les Dieux du jeu 3 : Retour à Shanghai (1994)
- Chez N' Ham (1993)
- Crime Story (1993)
- Invincible (1992)
- Fight Back to School 2 (1992)
- Rhythm of Destiny (1992)
- Alan and Eric Between Hello and Goodbye (1991)
- Les Dieux du jeu 2 (1991)
- Curry and Pepper (1990)
- It Takes Two to Mingle (1990)
- Burning Sensation (1989)
- Runaway Blues (1989)
- The Fortune Code (1989)
- Hero of Tomorrow (1988)
- La Légende de la perle d'or (1987)
- The Final Test (1987)
- Rosa (1986)
- In the Line of Duty (1986)
- First Mission (1985)
- Soif de justice (1984)
- Pink Force Commando (1982)
- Return of the Tiger (1979)
- Silver Hermit from Shaolin Temple (1979)
- Boxer's Adventure (1979)
- The Criminal (1977)
- General Stone (1976)
- Return of the Chinese Boxer (1975)
- The Girl Named Iron Phoenix (1973)
- Gold Snatchers (1973)
- Kung Fu Powerhouse (1973)
- The Chinese Mechanic (1973)
- The Gallant (1972)
- Le Boxeur manchot (1971)
- The Mighty One (1971)
- Song of Orchid Island (1965)

### Comme réalisateur
- Life Express (en) (2004)
- Chez 'n Ham (1993)
- Hero – Beyond the Boundary of Time (1993)
- Invincible (1992)
- The Days of Being Dumb (1992)
- Curry and Pepper (1990)
- Whampoa Blues (1990)

### Comme cascadeur, arrangeur de cascadeurs, concepteur ou coordonnateur de cascades
- The Trail (1993, arrangeur cascadeur, coordinateur cascadeurs)
- The Dragon from Russia (en) (1990, Coordinateur des cascades)
- Curry and Pepper (1990, concepteur des cascades)
- Magnificent Warriors (en) (1987, cascadeur en voiture)
- Police action (1986, coordinateur des cascades)
- Le Sens du devoir 2 (1985, cascadeur en voiture)

### Comme chorégraphe des scènes d'action
- 12 Hours of Terror (1991)
- La Légende de la perle d'or (1987)
- Dragon of the Swords Man (1978)

### Comme producteur
- Girls in the Hood (1995)
- Chez 'n Ham (1993)